# Académie des gastronomes

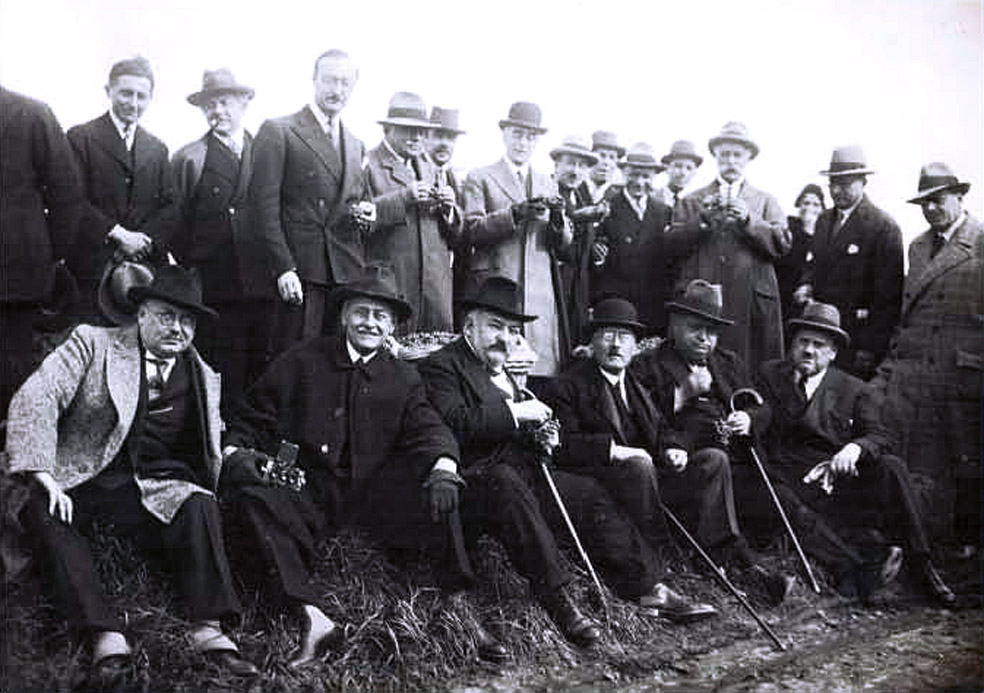
19 des membres fondateurs de l'Académie des Gastronomes - 1927. En bas partant de la gauche : G. Derys, René Millaud, Cur., Pierre Mille, A. Robine, Gaston Thierry, en haut partant de la gauche x, Marcel Rouff, Cte de Polignac, Ali-bab, Maurice Brillant, J. Godart, P. Reboux, x,x,x, E de Pomiane, Baronne Fouquier,x, L Baréty

L'Académie des gastronomes (1928-1981) fut, dans sa première version, une association de 40 académiciens gastronomes cooptés et d'une dizaine de membres libres.

## Histoire

### Une époque fertile en Académies, associations et clubs
L'idée d'Académie des Gastronomes remonte à Brillat-Savarin. Il existait depuis 1910 une association des Gais Gentilshommes Gastronomes qui pratiquaient la gastronomie dans l'amitié, et une association d'éditeurs gourmets : Le Grand Perdreau dont Curnonsky sera président, et son pendant féminin, Le Club des Belles Perdrix, qui date de 1928. Camille Cerf (1862-1936) avait créé son Académie du Gout après la guerre, 12 couverts, triés sur le volet célébraient la cuisine du XVIIIe siècle. Le 8 décembre 1922, Curnonsky participe à la création (le 8 décembre 1922) de l'Académie des Psychologues du Goût en compagnie d'Henri Avelot, E. Chaumié, Ivan Loiseau, Paul Leclercq, J. de Montesquieu, Henri Prost, etc. et Pierre Mille et Robert Burnand, qui seront membres de l'Académie des Gastronomes,. Il en restera secrétaire perpétuel jusqu'à sa mort. Cette académie est fermée, aristocratique et élitiste, son activité consiste à se retrouver pour partager des repas de haute volée. En janvier 1927, Gaston Derys, ami de Curnonsky, écrit un article « Cuisine académique » dans La Femme de France où il émet l'idée que « Maurice des Ombiaux, Maurice Brillat, Léon Abric, Austin de Croze, Marcel Rouff, Montagné, Curnonsky, Richardin, de Pomiane, Babinski, Jean-Jacques Brousson, pourraient constituer une Académie des écrivains gastronomes. »

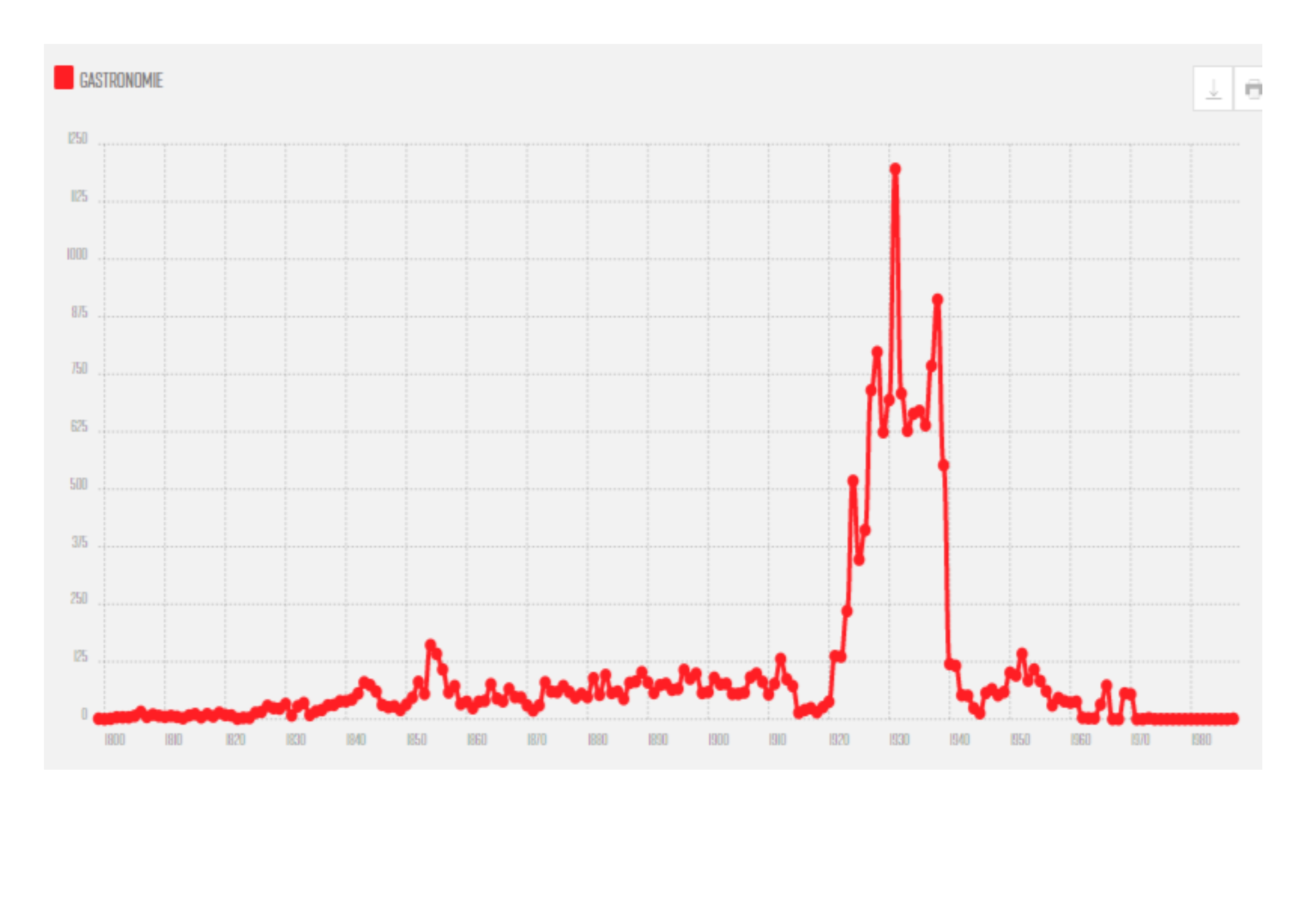
Fréquence d'articles sur la gastronomie dans la presse francophone de 1840 à 1970 (base BnF Retronews). La grande époque est 1920-1940.

### La grande époque de la gastronomie
La fréquence du nombre d'article touchant la gastronomie dans la presse francophone de la base BnF montre qu'une petite centaine d'articles par an emploie ce terme de 1840 à 1914. De 1921 à 1941, la moyenne passe à 550 articles de presse par an avec un pic de 1196 en 1931 (année des Etats Généraux de la Gastronomie, du Salon de la Gastronomie au Grand Palais organisé par le Commissariat au Tourisme, de l'Annuaire de la Gastronomie),. La fréquence retombe à une cinquantaine d'articles par an après la seconde guerre mondiale.
La fréquence d'emploi dans le livre en français connait une hausse tardive (1962) et continue jusqu'à 2005.

### Les nouveaux immortels
Le 22 juin 1927, le baron d'Aigny, André Robine, Marcel Rouff et Curnonsky dînent chez Viel et évoquent ce nouveau cénacle de gastronomes comparable aux académies de l'Institut. La décision de créer une Académie du Goût - nom qui ne sera pas retenu car il est déjà utilisé par Camille Cerf - est prise lors d'un second déjeuner au Comte de Provence, 11 rue Taitbout, le 13 mars 1928 auquel se joignent deux nouveaux convives Léon Abric et Maurice des Ombiaux,. Une première réunion de 21 fondateurs a lieu le 5 juin sous forme d'un déjeuner organisé par Marcel Rouff au Pavillon du Lac. Par la suite l'Académie des Gastronomes retiendra pour jour anniversaire de sa fondation le 16 mars 1928 . Le 30 mai 1928 Curnonsky donne l'objet de l'Académie et la liste des 25 membres fondateurs dans un article de Paris-Soir . Le 2 juin une liste de fauteuils dans la même chronique. 

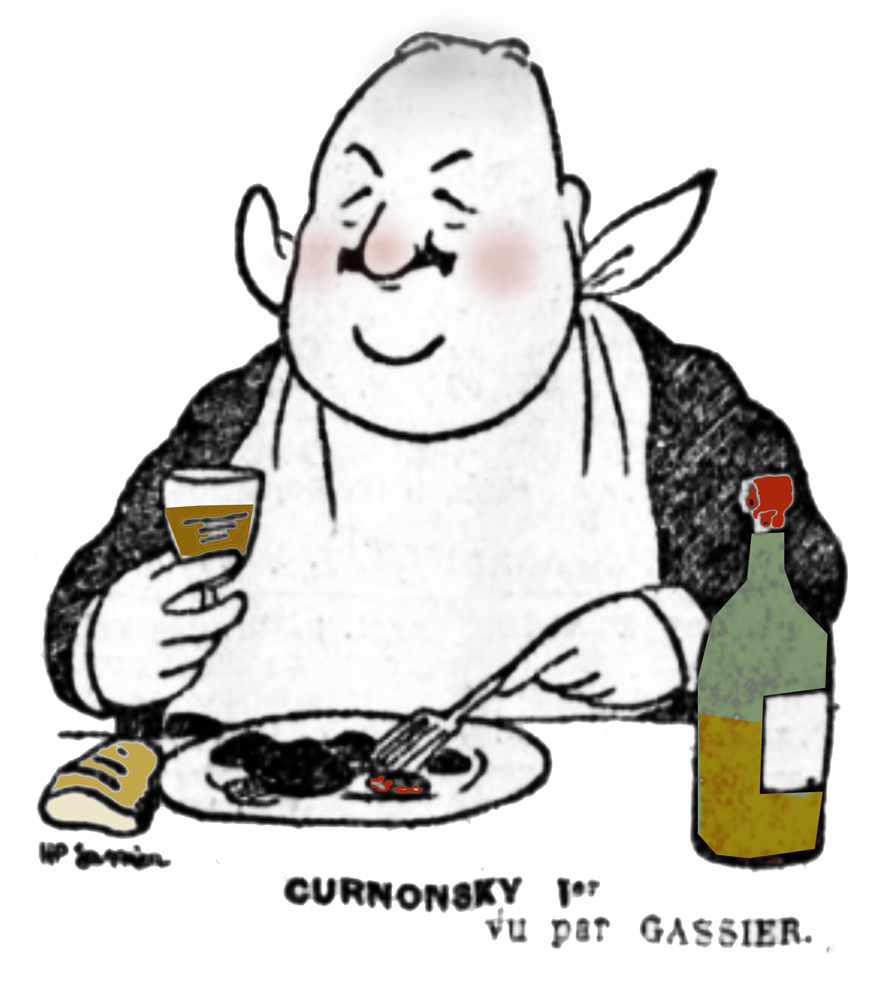
Curnonsky caricaturé par Gassier dans le Paris-Soir du 7 décembre 1927 où il annonce une Académie du goût

En 1929, l'Académie est constituée sous forme d'association loi 1901 avec les mêmes statuts que l’Académie française,. Lors de sa première séance formelle, le 8 mars 1930, l'Académie est définitivement constituée par l'élection du 40° membre (André Tardieu), Curnonsky est élu premier Président, il occupe le fauteuil de Brillat-Savarin. Il démissionnera en 1949 pour raison de santé,. Paul Gaultier puis Paul Marteau lui succèdent . Vincent Bourrel fut président jusqu'en 1981, année de sa mort,. Le discours qu'il prononça lors de l'inauguration de la plaque commémorative à la mémoire de Curnonsky est accessible sur le site du Club royal des gastronomes de Belgique.

## Les membres
Statutairement personne n'était reçu « qu'il ne soit de bonne réputation, de bon esprit, de bon estomac et propre aux méditations gastronomiques ». Les académiciens sont élus, dans la limite des fauteuils disponibles, sur présentation d'un dossier de motivation. L'Académie est composée de 40 membres dont 36 de nationalité française (Rouff est suisse et Des Ombiaux et Maeterlinck sont belges), tous gastronomes avertis et pratiquants, et tous des hommes.
Les épouses des académiciens assistent à de nombreux repas aux côtés de leurs maris comme la marquise et Mme Guy de Polignac, Mme Mille, etc.. La baronne Fouquier (Marcel Fouquier présidait de l'Académie des Oenophiles ou Club des Vingt créé en 1933)  semble avoir remplacé son mari lors de séances officielles, elle figure sur les photos des académiciens conservées,.

### Les fondateurs - la plume et la fourchette

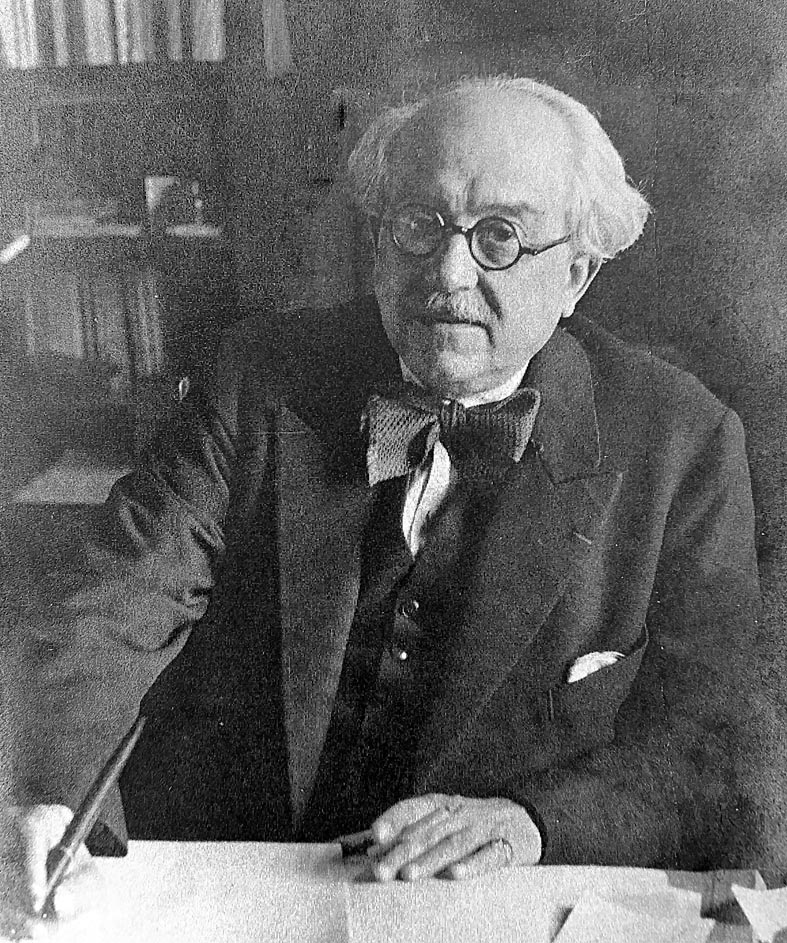
Marcel Rouff, fondateur de l'Académie aux côtés de Curnonsky

La liste des membres fondateurs est donnée par Curnonsky en mai 1928, et en 1933 Gaston Dérys et Curnonsky précisent l'ordre d'entrée suivant, :  Curnonsky, André C. Robine (président du club des Purs Cent qui en fut Trésorier), Marcel Rouff, Maurice Des Ombiaux, Édouard de Pomiane, Baron Raymond d'Aiguy, Léon Abric, Paul Berthelot, Raymond Brunet (président de l'Association des Gastronomes Régionalistes),, Robert Burnand, Maurice Brillant, Alexandre Chambe, Raoul Charbonnel, Gaston Derys, Baron de Douvres, Baron Marcel Fouquier (1866-1961), Gaston Gérard, Fernand Jobert (1876–1949), Louis Latapie, Maurice Maeterlinck, Paul Méguin (1868-1952), Pierre Mille, Paul Reboux, Ali Bab (Henri Babinski), Bertrand Guégan (1892-1943). Paul Berthelot donne le 11 juillet 1928 une liste de 26 membres dressée par Marcel Rouff avec Paul Tendret (le fils de Lucien) dont le séjour à l'Académie fut bref avant sa mort en décembre 1928 .
Une réunion avait été fixée au 13 juin pour élire les quinze autres membres, mais cette élection allait prendre deux ans.

### Les 40 fauteuils
Ils portent les noms de 40 illustres contributeurs à l'histoire de la gastronomie. Ces sièges n'existent pas puisque l'Académie n'a pas de salle des séances fixe. Les dates entre parenthèses sont celles des éloges, les dates sans parenthèses sont les dates d'entrée ou de sortie. 
| N°1 Brillat-Savarin                                                  | n°2 Charles Moncelet                    | N°3 Honoré de Balzac                                                     | N°4 Cardinal de Bernis                                   | N°5 Louis Pasteur                                                |
| -------------------------------------------------------------------- | --------------------------------------- | ------------------------------------------------------------------------ | -------------------------------------------------------- | ---------------------------------------------------------------- |
| Curnonsky 1928 (1931) Paul Gautier (1952) Paul Marteau, Jean Bourrel | André Robine 1928 (1933)                | Marcel Rouff 1928 (1939), Maurice Heurteux (1959)                        | Maurice Des Ombiaux 1928 (1942), Léon Daudet             | Edouard de Pomiane 1928 (1938)                                   |
| N°6 Comte Siméon                                                     | N°7 Aphtonète                           | N°8 Montesquieu                                                          | N°9 François Rabelais                                    | N°10 Marie (du bain-marie)                                       |
| Baron Raymond d'Aiguy (Arrière-neveu de Brillat-Savarin) 1928        | Léon Abric (1939)                       | Paul Berthelot, Marcel Gounouilhou (), Adrien Peytel (1948)              | Raymond Brunet de Coudrouniac (1939)                     | Robert Burnand 1928 (1940), Albert Couvreur (1954)               |
| N°11 Paul Harel                                                      | N°12 Diane de Chateaumorand             | N°13 Clément VI                                                          | N°14 Vincent de la Chapelle                              | N°15 Ausone                                                      |
| Maurice Brillant 1928, René Poulain (1956)                           | Alexandre Chambe                        | Raoul Charbonnel 1928                                                    | Gaston Derys 1928                                        | Baron de Douvres 1928                                            |
| N°16 Prince de Talleyrand                                            | N°17 Piron                              | N°18 Apicius Caelius                                                     | N°19 Casanova de Seingalt                                | N°20 Urbain Dubois                                               |
| Baron Marcel Fouquier 1928 (), Simon Arbellot de Vacqueur (1939)     | Gaston-Gérard 1928, Claude Jolly (1970) | Bertrand Guégan 1928 (), Paul Albert Boyer (1957), Emille Roussel (1957) | Fernand Jobert 1928                                      | Marc Varenne (1943), Guy de Toulouse-Lautrec (1969)              |
| N°21 Virgilius Maro                                                  | N°22 Grimod de la Reynière              | N°23 Chevalier de la maison Rouge                                        | 24 Duc de Richelieu                                      | N°25 Michel de Montaigne                                         |
| Maurice Maeterlinck 1928-1949, Jacques Chastenet                     | Paul Mégnin 1928                        | Pierre Mille 1928 (), Joseph Beineix -1949 (1940), Jean Bourrel          | Paul Reboux 1928                                         | Sénateur Albert Fouilloux (), Daniel Querre (1956)               |
| N°26 Lucullus                                                        | N°27 Anthonin Carème                    | N°28 A. Dumas Père                                                       | N°29 Dom Pérignon                                        | N°30 Boileau-Despréaux                                           |
| Robert Chauvelot                                                     | Edmond Chaix (1949)                     | Joseph de Pesquidoux                                                     | Marie Charles Jean Melchior de Polignac                  | Gaston Dietrich (), Gaston Thierry (1939)                        |
| N°31 Clause                                                          | N°32 Cambacérès                         | N°33 Sergius Orata                                                       | N°34 Epicure                                             | N°35 Jules Gouffé                                                |
| Jules Schaller                                                       | Bâtonnier Fernand Payen ()              | René Millaud                                                             | Jean Léopold Duplan                                      | Paul Gaultier                                                    |
| N°36 Louis le Nain                                                   | N°37 Lucien Tendret                     | N°38 Prosper Landard                                                     | N°39 Baron Brisse                                        | N°40 Horacius Flaccus                                            |
| Maurice Asselin (1946)                                               | Justin Godart (1953), Jean Marie (1951) | Léon Daudet (), André Tardieu                                            | Baron de Grandmaison (), Dr T. Malachovsky, Charles Piat | Henri Babinski 1928 (), Georges Maringer (), Colonel Rémy (1950) |

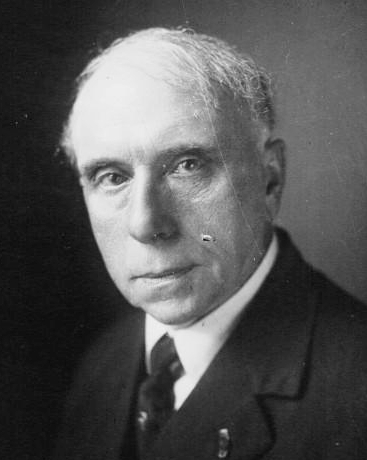
Maurice Des Ombiaux, membre fondateur. Roi des gastronomes belges.

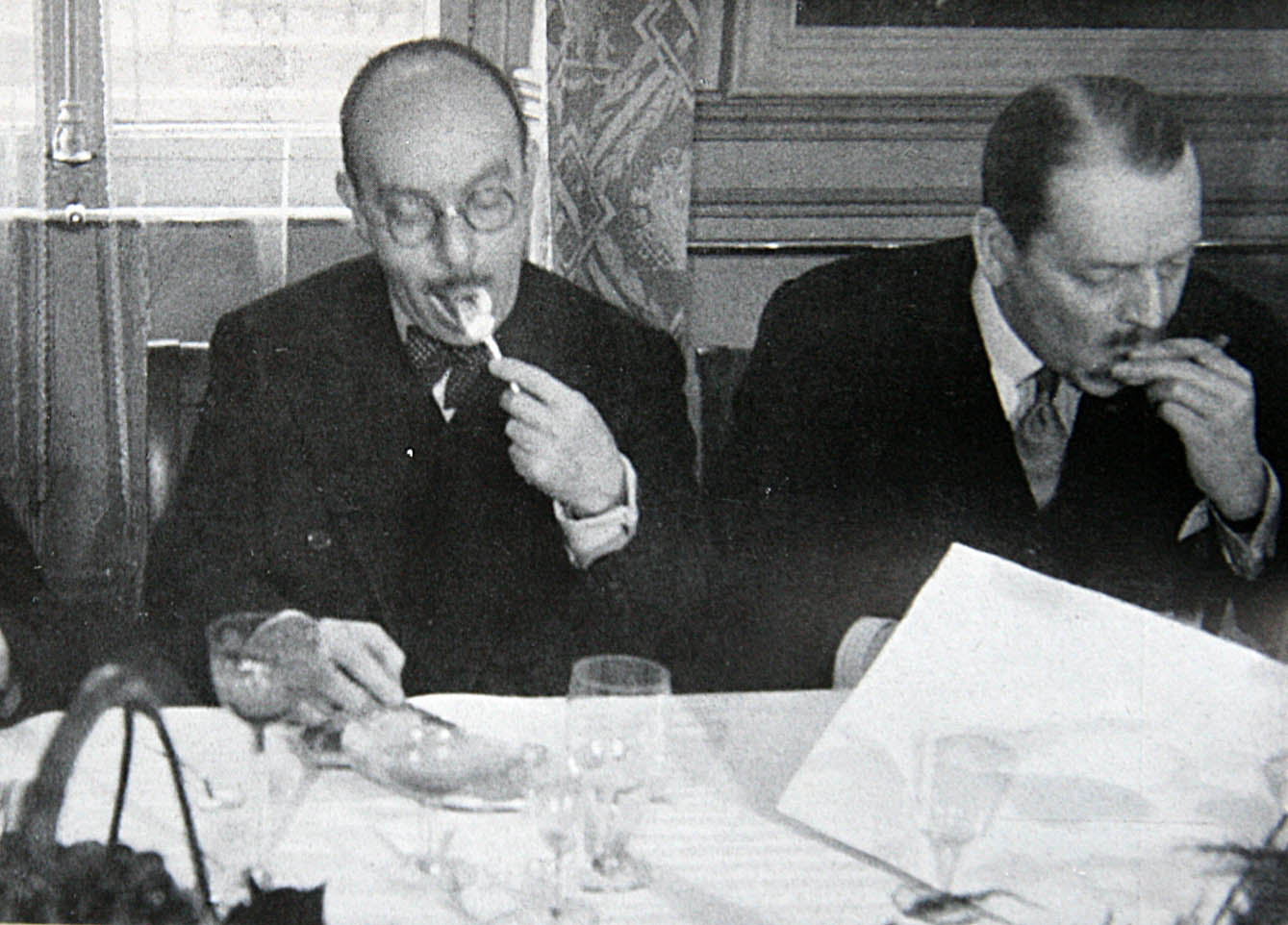
Paul Reboux et à sa droite Bertrand Guégan dégustant le Rôti sauce Robine (Figaro illustré, nov. 1932).

Parmi les académiciens on trouvera par la suite : Maurice Asselin, Léon Barèty, Auguste Bécard, André Billy, Paul Albert Boyer, Paul-Émile Cadilhac, Camille Cerf, Pierre Chapelle, Edmond Chaix , Robert Chauvelot (1879-1937), André Cointreau, Albert Couvreur, André Dunoyer de Segonzac, Ferrand Duplan, Charles Flammarion (1884-1967), Marius Gabion (1867-1945), Paul Gauthier, Jules Godart, Henri La Brosse, Jacques de Lacretelle 1956, André Lamandé, Paul Landowski, Léo Larguier reçu en 1937, Jean Laurens-Frings, Marc Lefébure, Maurice Leprince (1920-2016), T. Malachowski, Georges Maringer, Paul Marteau (1885-1966) 1956 , René Milhaud, marquis de Polignac, Georges Prade, Fernand Payen, Sénateur Edouard Roussel, Jules Schaller, André Tardieu, Pierre Taittinger, Gaston Thierry , Guy de Toulouse-Lautrec (1902-1985), Robert Viel, Georges Villa, pour ne citer qu'eux ,,,,,,,,,,,,,,,,,,,,,.

## Les dignitaires, le fonctionnement
Présidents : Curnonsky 1929-1949, Paul Gaultier 1950-1955, Paul Marteau 1956-1966 , Vincent Bourrel 1967-1981 ... Jean Vitaux, Arnaud Denieuil. 
Grands Chanceliers : Maurice des Ombiaux, Baron Marcel Fouquier, Marc Lefébure.... Marc Spielrein, Louis Chastel 

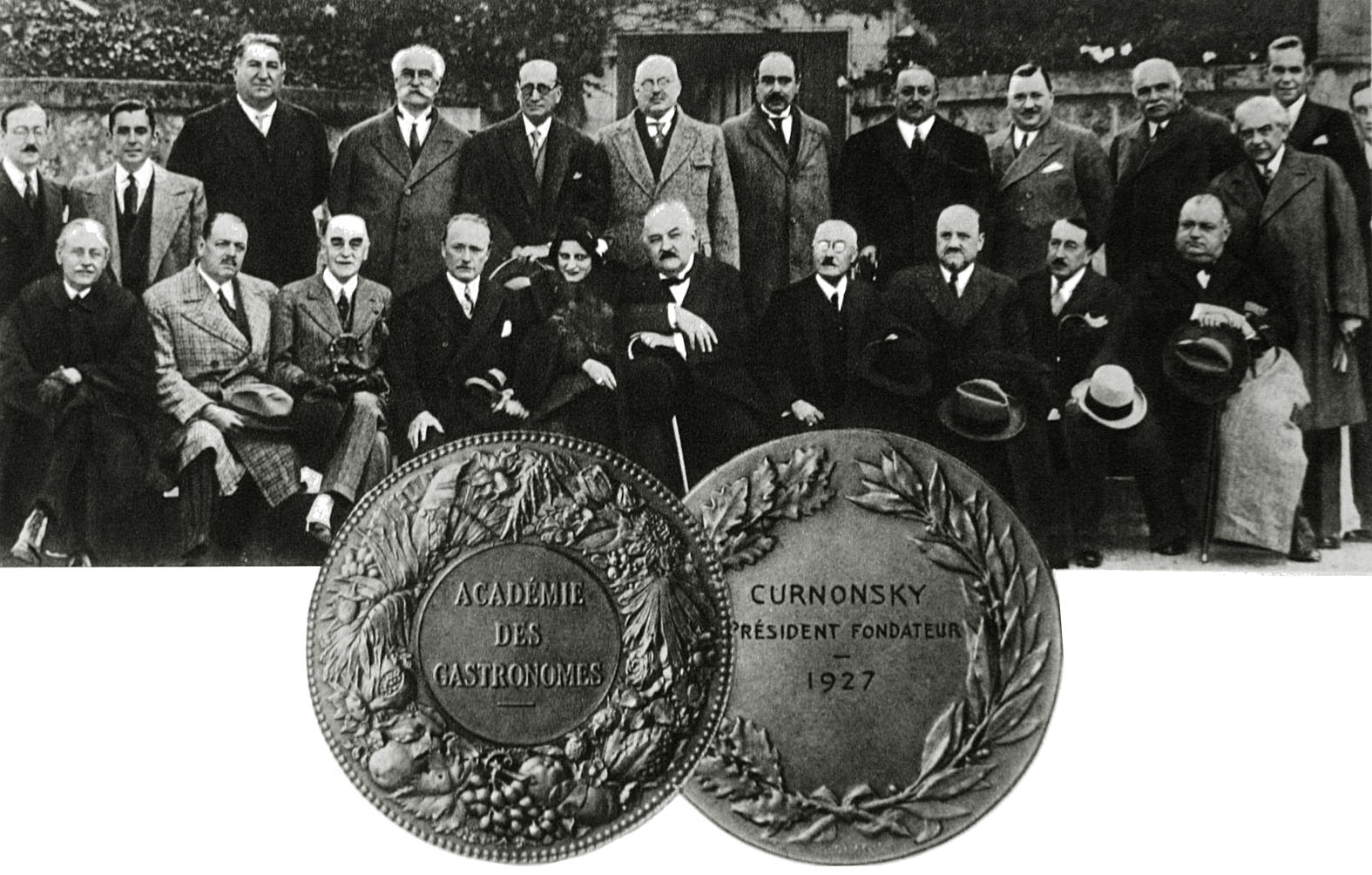
Les académiciens en 1934 de gauche à droite en bas : R. Millaud,G. Thierry, Baron Fouquier, Marquis de Polignac, Baronne Fouquier, Cur., P. Mille, L. Abric, R. Chauvelot, Dr. Robine. En haut : Cte de Polignac, Brunin, F. Jobert, Dr Pomiane, Dr Malachowsky, G. Derys, M. Brillant, Sénateur Roussel, R. Viel, Duplan, M. Rouff. La France à Table n°1 mai 34.

Trésorier : Albert Robine.... Francois Laurans, Arnaud de Courson 
Archivistes : Bertrand Guégan, Patrick Morancy. 
Bibliothécaires : Robert Viel
Secrétaire perpétuel : Nicolas Kenedi, François Laurans

### Fonctionnement
La devise de l'Académie est d'Anatole France : « La cuisine française est la meilleure du monde, Cette gloire éclatera par-dessus toutes les autres quand l'humanité, plus sage, mettra la broche au-dessus de l'épée ». Un académicien peut démissionner (« quand on ne peut plus dîner on s'en va, tandis qu'au bout du pont des Arts quand on ne peut plus écrire on reste »).
« Les Académies des sciences, des lettres et des arts se vouent à la recherche du vrai et du beau, l'Académie des gastronomes à la recherche du bon». « A l'encontre de l'autre Académie, c'est-à-dire Française, qui n'a pas de repas de corps, l'Académie des Gastronomes déjeunera et dînera souvent ». Mais les débats et éloges restent brefs car « trop parler empêche de bien manger »,. L'Académie effectue des excursions, son premier déplacement de 2 jours en octobre 1930 est pour visiter les grandes caves bordelaises avec 2 déjeuners au Chateau Latour et chez le chef Louis Oliver à Langon.

L'Académie remettait des prix aux jeunes cuisiniers méritants (on a trace pour 2 apprentis de Dumaine à Saulieu), et des diplômes aux meilleurs cuisiniers français (elle en avait remis 25 en 1939 quand son activité entre en sommeil). L'Académie est représentée aux grandes manifestations gastronomiques. 

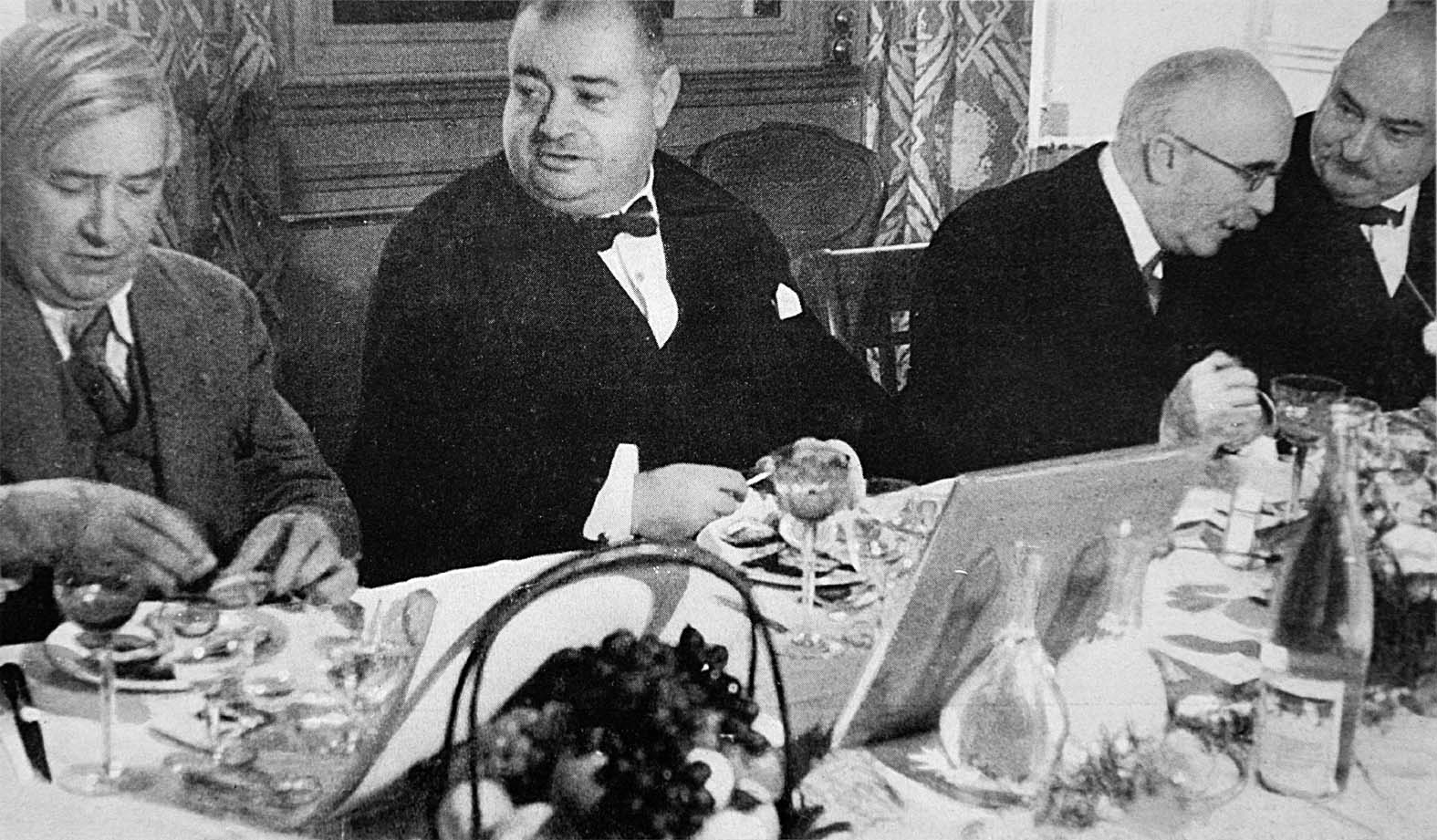
de gauche à droite : Maurice Maeterlinck, Dr André Robine (Président du Club des Purs Cent) Justin Godard (Ministre de l'hygiène publique) et Curnonsky mangent des huîtres - Figaro Illustré nov. 1932)

### L'objectif
Curnonsky écrit dans le n°1 de La France à Table : « En fondant l'Académie des Gastronomes, j'ai voulu réunir une élite de Gourmets formée par les hommes de lettres qui ont le mieux écrit des choses de la Table, les grands Spécialistes qui connaissent le mieux les merveilles culinaires et les bons vins de France, les Amphitryons qui tiennent à l'honneur de bien recevoir, et enfin les personnalités qui président les principaux Clubs de Gourmets ».

## Les séances
Voici, comme exemple, le menu du déjeuner de la réunion du 28 octobre 1929 au restaurant de la Truffe Noire rapporté par Paris-Soir : La bouillabaisse, la quiche périgourdine, le lièvre à la royale (« mon 3e lièvre à la royale de la semaine » dit Curnonsky), les pintadeaux flanqués de truffes à la croque au sel, 37 fromages (« le Saint-Nectaire et le bleu d'Auvergne firent verser des larmes au cardinal Des Ombiaux »), ananas givré et fruits de saison - Pouilly, Cahors 1920, Richebourg 1919. A la fin du dîner, quelques académiciens jouèrent une belote meurtrière avec le propriétaire du restaurant... qui dura jusqu'au diner.

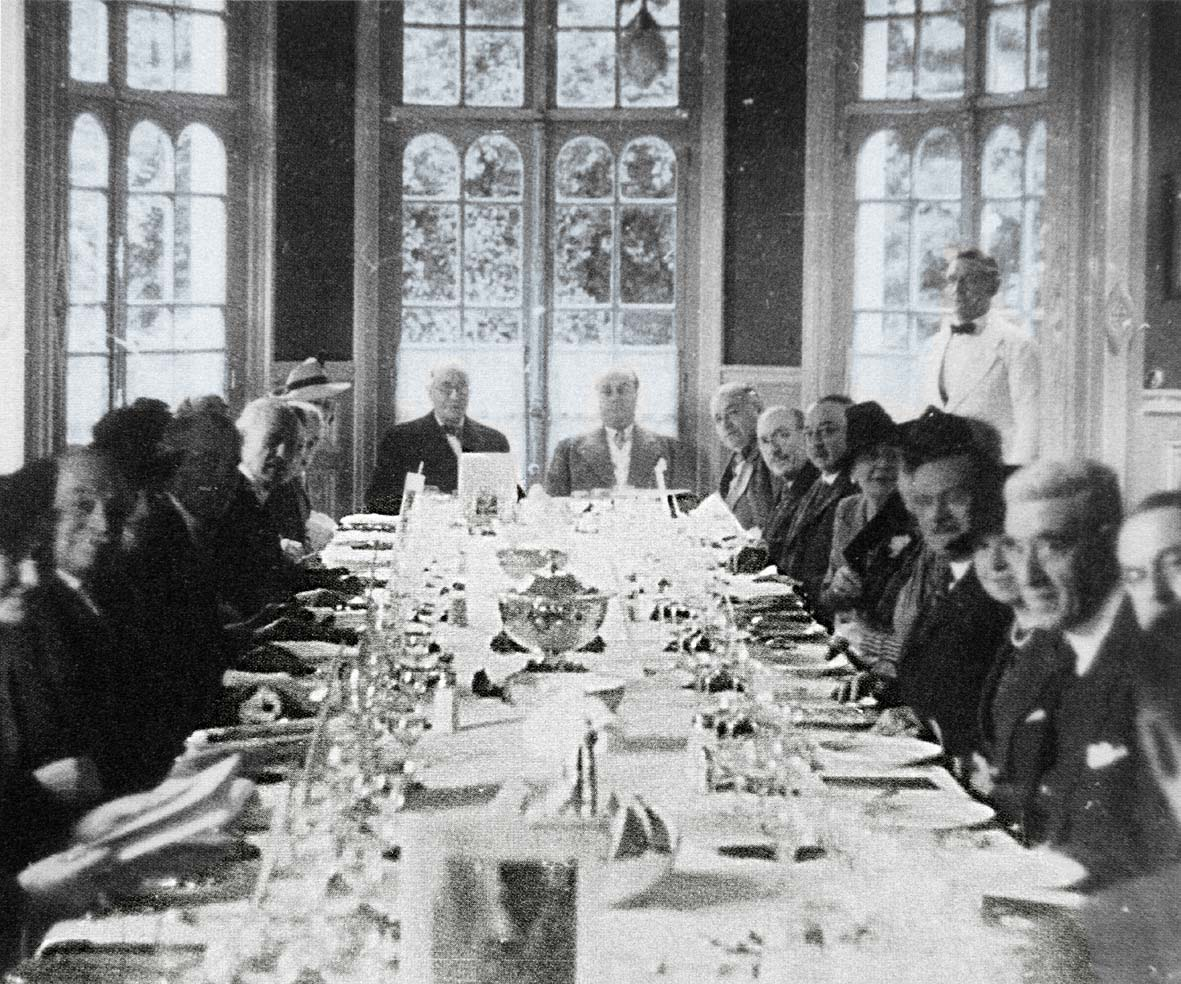
Un déjeuner de l'Académie des Gastronomes, à gauche Marcel Rouff (Archives Curnonsky, ed. Curnonska, 2007, T3)

## Les publications
L'Académie des Gastronomes publia   
- un Dictionnaire, en 2 volumes aux éditions Prisma, in-8, 2 vol. 463 et 419 p. 1962.
- un Guide de La Cuisine Française (1971)[66]
- avec l'Académie culinaire de France - Vincent Bourrel et al. Cuisine française, recettes classiques, plats et mets traditionnels. Paris, Belier, 354 p. 1971[67]
- avec l'Académie culinaire de France. Cuisine française. Paris, le Livre de poche, 576 p. 1974

Il reste de petits opuscules des éloges de son prédécesseur à chaque fauteuil prononcés par les académiciens (dates données entre parenthèses).

## Postérité française
En 1934 fut fondée une Académie Lyonnaise des Gastronomes.
Une association des Gastronomes du Puy de Dôme a été créée en 2001, elle est devenue Confrérie en 2006, puis Académie des Gastronomes du Puy de Dôme en 2016. Elle peut compter 60 membres titulaires.
Une seconde Académie des Gastronomes a été créée en 1982 (rue d'Artois Paris 8e), son premier président est Marc Spielrein.

### Membres de la seconde Académie
Jean Tulard (2001), Jean Vitaux (également  Président de l'Académie Internationale de la Gastronomie, 2017).

### Publications de la seconde Académie
- La Haute cuisine française. Les cent menus du Président. Paris, Editions Charles, in-8, 768 p. 1984. illustré.
- Académie Des Gastronomes - Académie Culinaire De France. L'art des sauces. Malakoff, Jacques lanore, in-4°, 221 p. 1991

## Postérité internationale
- 1983 : L'Académie Internationale de la Gastronomie (AIG) est fondée par 5 Académies de gastronomie (Espagne, France, Grande-Bretagne, Italie et Suisse), Elle compte actuellement une trentaine de pays membres. Son siège est à Levallois-Perret et sa langue officielle est le français (art. 2-2 des statuts).
- 1987 : L'Académie Européenne de la Gastronomie (AEG) est fondée à Paris par des Académies nationales de gastronomie de pays membres de l’Union Européenne.